# El Vilet
El Vilet es una localidad española del municipio leridano de Sant Martí de Riucorb, en la comunidad autónoma de Cataluña.

## Geografía
Por el lugar discurre el río Corb.

## Historia
Hacia mediados del siglo XIX, el lugar, por entonces perteneciente al municipio de Rocafort de Vallbona, tenía contabilizada una población de 52 habitantes. La localidad aparece descrita en el decimosexto volumen del Diccionario geográfico-estadístico-histórico de España y sus posesiones de Ultramar de Pascual Madoz de la siguiente manera:

VILET: l. en la prov. de Lérida (16 leg.), part. jud. de Cervera (2 1/2), dióc. de Tarragona (9), aud. terr. y c. g. de Barcelona (17), ayunt. de Rocafort de Vallbona. sit. en un valle junto al r. Corp; su clima es frío, pero sano. Tiene 15 casas; igl. parr. (Sta. Maria) servida por un cura; cementerio y regulares aguas potables. Confina N. San Martí; E. Rocafort; S. Llorens, y O. Maldá. El terreno es montuoso y de buena calidad en su mayor parte; por él corren las aguas del mencionado r. Corp. Ademas de los caminos locales, cuenta con el que dirige de Lérida á Sta. Coloma de Queralt: la correspondencia se recibe de Bellpuig. prod.: granos, legumbres, hortaliza, aceite y pastos; cria ganado lanar y caza de perdices, liebres y conejos. pobl.: 14 vec., 52 alm. cap. imp.: 27,109 rs. contr.: el 14'48 por 100 de esta riqueza.
(Madoz, 1850, p. 91)

En la actualidad pertenece al municipio de Sant Martí de Riucorb. En 2022, la entidad singular de población tenía empadronados 37 habitantes y el núcleo de población 36 habitantes.

## Patrimonio
En la localidad hay una iglesia bajo la advocación de Santa María.